# Kaninchenkängurus
Die Kaninchenkängurus (Potorous) – nicht zu verwechseln mit den Hasenkängurus – sind eine Gattung der Beutelsäuger aus der Familie der Rattenkängurus (Potoroidae). Die Gattung umfasst vier Arten, von denen eine bereits ausgestorben ist.

## Beschreibung
Kaninchenkängurus haben ihren Namen von der kaninchenähnlichen Lebens- und Fortbewegungsweise. Ihr weiches Fell ist an der Oberseite grau oder braun gefärbt, die Unterseite ist heller, fast weißlich. Die Ohren sind rund, die Schnauze eher langgestreckt, charakteristisch sind auch die relativ kurzen Hinterbeine. Die Tiere erreichen eine Kopfrumpflänge von 24 bis 41 Zentimeter, eine Schwanzlänge von 20 bis 32 Zentimeter und ein Gewicht 0,7 bis 2,2 Kilogramm.

## Verbreitung und Lebensweise
Kaninchenkängurus waren früher in weiten Teilen des südlichen Australiens beheimatet, sind jedoch auf einen Bruchteil ihres früheren Verbreitungsgebietes zurückgedrängt. Die Buschbrände in Australien 2019/2020 führten zur weiteren Dezimierung.
Als Lebensraum benötigen die Kaninchenkängurus dicht mit Vegetation bestandene Gebiete, das können sowohl Wälder als auch buschbestandene Grasländer sein. Es sind nachtaktive Tiere, die tagsüber Schutz in kleinen, selbstgegrabenen Gruben suchen. Diese sind meist unter dichtem Buschwerk gelegen, im Gegensatz zu anderen Rattenkängurus bauen sie keine komplizierten Nester. In der Nacht begeben sie sich auf Nahrungssuche, zum schnelleren Vorwärtskommen legen sie oft Trampelpfade an. Sie kennen zwei Arten der Fortbewegung, ein langsames vierbeiniges Krabbeln, das sie vor allem bei der Nahrungssuche verwenden, und ein schnelles Hüpfen auf den Hinterbeinen, zum Beispiel auf der Flucht. Sie leben einzelgängerisch und territorial, die Männchen verteidigen ihr Revier gegen Geschlechtsgenossen, allerdings kann dieses sich mit den Territorien von Weibchen überlappen.
Die Nahrung der Kaninchenkängurus besteht zum überwiegenden Teil aus Pilzen, daneben verzehren sie auch Insekten, Gräser und Wurzeln.
Kaninchenkängurus werden im Europäischen Verband der Zoos und Aquarien (EAZA) in Tschechien, Frankreich, Dänemark, Israel, den Niederlanden, Polen und Großbritannien gepflegt. Die letzten deutschen Kaninchenkängurus gab es bis 2008 in Magdeburg. Seit 2020 gibt es wieder zwei Exemplare im Duisburger Zoo und seit 2023 in der Stuttgarter Wilhelma.

## Fortpflanzung
Weibchen haben einen gut entwickelten Beutel mit vier Zitzen. Die Tiere können sich das ganze Jahr über fortpflanzen, meistens kommt es zu zwei Geburten im Jahr. Nach rund 38-tägiger Tragzeit kommt ein einzelnes Jungtier zur Welt. Wie bei vielen Rattenkängurus kommt es bei ihnen zur verzögerten Geburt: Unmittelbar nach der Geburt paart sich das Weibchen erneut, der neugezeugte Embryo wächst jedoch erst heran, wenn das alte Jungtier entwöhnt wird oder stirbt. Jungtiere bleiben rund 130 bis 150 Tage im Beutel der Mutter und erreichen die Geschlechtsreife mit einem bis zwei Jahren. Gefangene Tiere werden bis zu zwölf Jahre alt, in der freien Natur ist die Lebenserwartung geringer.

## Bedrohung
Zu den Hauptbedrohungen der Kaninchenkängurus zählen der Verlust des Lebensraumes, die Nahrungskonkurrenz durch eingeführte Wildkaninchen und die Nachstellung durch eingeschleppte Räuber wie Rotfüchse und Katzen. Eine Art ist ausgestorben, zwei gelten als bedroht und nur eine gilt als häufig.

## Die Arten

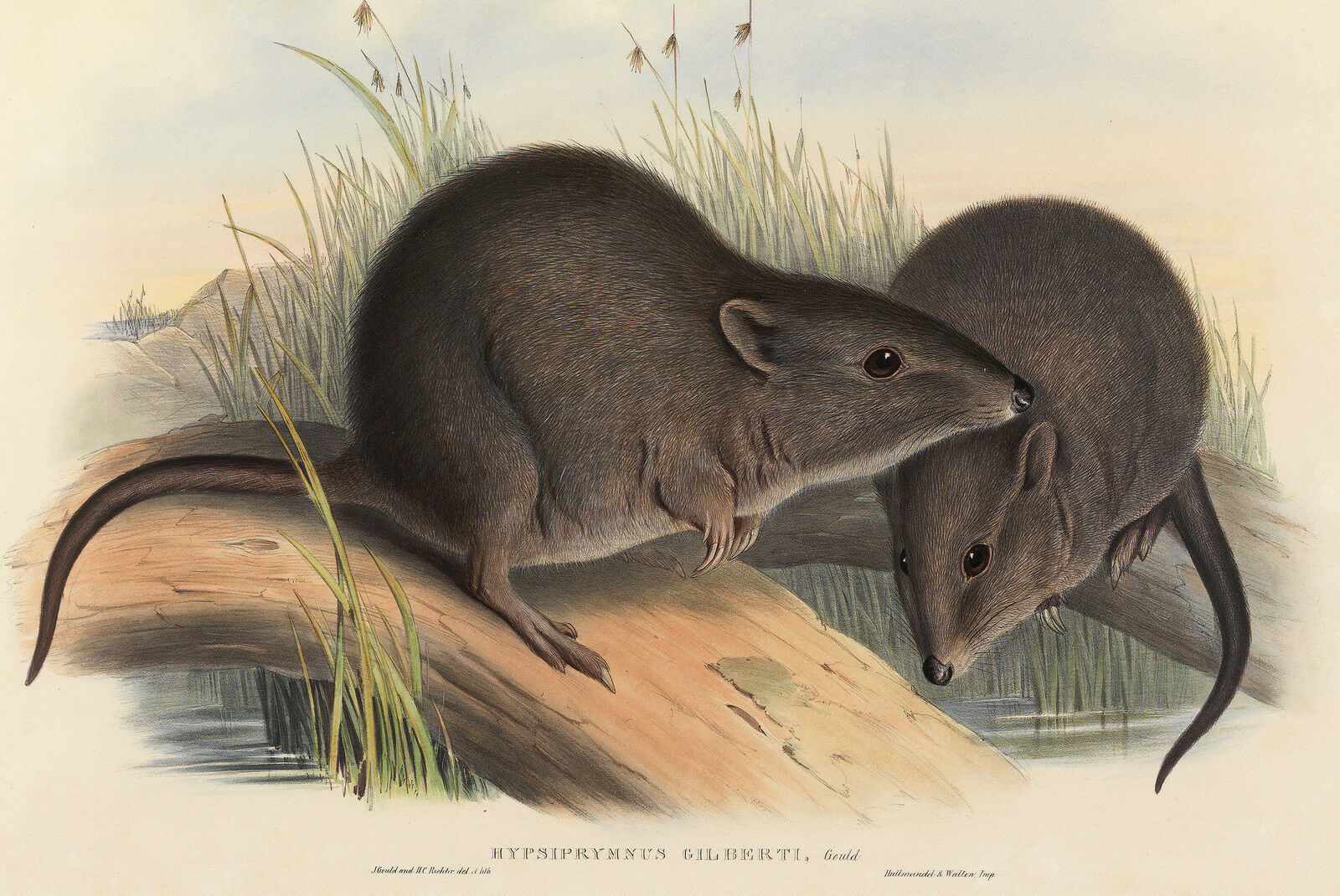
Potorous gilbertii, Illustration von John Gould

- Das Gilbert-Kaninchenkänguru (Potorous gilbertii) zählt zu den bedrohtesten Beuteltierarten. Schätzungen zufolge leben nur mehr rund 50 Individuen dieser Art in einem kleinen Gebiet im südwestlichen Western Australia. Bevor man die kleine Population im Jahr 1994 entdeckte, gab es 80 Jahre lang keine Sichtungen dieser Art, weswegen sie schon als ausgestorben betrachtet wurde. Dennoch ist ihr Überleben fraglich. Manche Systematiken ordnen P. gilbertii lediglich als Unterart von P. tridactylus ein.
- Das Langfußpotoroo (Potorous longipes) unterscheidet sich durch die im Vergleich längeren Hinterbeine von den anderen Kaninchenkängurus. Sein Lebensraum sind feuchte Wälder im südöstlichen Australien, heute kommt es nur mehr in drei kleinen, voneinander getrennten Gebieten im nordöstlichen Victoria und dem südöstlichen New South Wales vor. Die Art gilt laut IUCN als bedroht (endangered).
- Das Breitkopfkänguru (Potorous platyops) lebte im südwestlichen Western Australia und unterschied sich durch einen breiteren Schädelbau von den anderen Arten. Um 1875 ist diese Art ausgestorben.
- Das Langschnauzen-Kaninchenkänguru (Potorous tridactylus) ist durch die langgestreckte Schnauze charakterisiert und kommt als einzige Art der Kaninchenkängurus noch relativ häufig vor. Ihr Lebensraum sind dicht mit Pflanzen bestandene Gebiete im südöstlichen Australien (südöstliches Queensland, New South Wales, Victoria) sowie Tasmanien. P. gilbertii (siehe oben) wird manchmal als Unterart von P. tridactylus geführt.